# Kim Jong-chul
Kim Jong-chul (Pyongyang, 25 de setembro de 1981), às vezes escrito Kim Jong Chol, é filho do ex-líder supremo da Coreia do Norte Kim Jong-il. Seu irmão mais novo é Kim Jong-un, o atual líder da Coreia do Norte. Kim Jong-nam, que foi assassinado em fevereiro de 2017, era seu meio-irmão mais velho.
Em 2007, Jong-chul foi nomeado vice-chefe de uma divisão de liderança do Partido dos Trabalhadores da Coreia. No entanto, em 15 de janeiro de 2009, a agência de notícias Yonhap da Coreia do Sul informou que Kim Jong-il nomeou seu filho mais novo, Jong-un, como seu sucessor como líder supremo, não escolhendo Jong-nam ou Jong-chul. Kim Jong-il disse que Jong-chul era "muito fraco e afeminado" para o cargo.
Em abril de 2009, esses relatórios ganharam mais credibilidade, quando Kim Jong-chul assumiu uma posição de baixo nível dentro do Partido dos Trabalhadores da Coreia.

## Biografia
Nasceu em 1981, filho de Kim Jong-il e Ko Yong-hui, que morreu em 2004.
Até maio de 2001, supunha-se que o eventual sucessor de Kim Jong-il seria seu filho mais velho, Kim Jong-nam, cuja mãe era Song Hye-rim. Mas, em maio de 2001, Kim Jong-nam foi preso no Aeroporto Internacional de Narita, no Japão, viajando com um passaporte forjado da República Dominicana. Depois, foi detido e deportado para a República Popular da China. O incidente levou Kim Jong-il a cancelar uma visita planejada à China por causa do constrangimento para os dois países. Como resultado desse incidente, Kim Jong-nam perdeu a preferência para suceder o pai. Desse modo, passou-se a cogitar que Kim Jong-chul seria o sucessor de Kim Jong-il.
Em fevereiro de 2003, havia indícios nesse sentido, pois teve início uma campanha de prestígio de sua mãe: Ko Yong-hui. Desse modo, o Exército Popular da Coreia iniciou uma campanha de propaganda usando o slogan "A Mãe Respeitada é o Sujeito Mais Fiel e Leal ao Caro Líder Camarada Comandante Supremo". A "Mãe Respeitada" foi descrita como "‍[dedicando-se] à segurança pessoal do comandante supremo camarada" e "‍[auxiliando] o comandante supremo camarada mais próximo de seu corpo", os analistas ocidentais sustentavam que a "Mãe Respeitada " era Ko Yong-hui, a mãe de Kim Jong-chul e Kim Jong-un. Esse indício era valorizado, pois uma campanha semelhante foi lançada em louvor à mãe de Kim Jong-il, durante os últimos anos da vida de Kim Il-sung. Isso sugeria que Kim Jong-chul, apesar de jovem, havia surgido com o apoio do Exército como um sério candidato a suceder de seu pai.
No entanto, Kenji Fujimoto, chef de sushi pessoal de Kim Jong-il, escreveu em suas memórias, I Was Kim Jong-il's Cook (Eu era o cozinheiro de Kim Jong-il), que Kim Jong-il achava que Jong-chul "não era bom porque era como uma garotinha". Fujimoto acreditava que Kim Jong-il era a favor que seu filho mais novo: Kim Jong-un, o sucedesse.
Em 1 de junho de 2009, foi relatado que Kim Jong-chul foi preterido e que seu irmão mais novo, Kim Jong-un, sucederia seu pai como chefe do Partido dos Trabalhadores da Coreia e de facto chefe de Estado da Coreia do Norte.
Em 14 de fevereiro de 2011, foi visto em Cingapura, onde estava assistindo a um concerto de Eric Clapton.
No final de 2011, seu pai morreu e seu irmão mais novo, Kim Jong-un, sucedeu seu pai como chefe de estado.
Em maio de 2015, foi visto em dois concertos de Clapton em dias sucessivos no Royal Albert Hall, em Londres, .
De acordo com Lee Yun-keol (conforme relatado pela revista chinesa Wen Wei Po), presidente do Centro de Serviços de Informações Estratégicas da Coreia do Norte, Kim Jong-chul liderou pessoalmente a prisão de seu tio Jang Song-thaek.
Alguns analistas acreditam que isso sinaliza um fortalecimento sua importância no regime norte-coreano.
Segundo Thae Yong-ho, ex-vice-embaixador da Coreia do Norte em Londres que desertou. Kim Jong-chul não se envolve em política, levando uma vida tranquila em Pyongyang, onde toca violão em uma banda.